# اسکار بنیتز (بازیکن فوتبال، زاده ۱۹۹۳)
اسکار بنیتز (انگلیسی: Óscar Benítez؛ زادهٔ ۱۴ ژانویهٔ ۱۹۹۳) بازیکن فوتبال اهل آرژانتین است.
از باشگاه‌هایی که در آن بازی کرده‌است می‌توان به باشگاه فوتبال لانوس اشاره کرد.